# (1841) Masaryk
(1841) Masaryk – planetoida z pasa głównego planetoid okrążająca Słońce w ciągu 6 lat i 134 dni w średniej odległości 3,43 j.au Została odkryta 26 października 1971 roku w obserwatorium Hamburg-Bergedorf w Bergedorfie przez Luboša Kohoutka. Nazwa planetoidy pochodzi od Tomáša Masaryka (1850-1937), pierwszego prezydenta Czechosłowacji. Przed jej nadaniem planetoida nosiła oznaczenie tymczasowe (1841) 1971 UO1.